# Ocenebra paddeui
Ocenebra paddeui (Bonomolo & Buzzurro, 2006) è una specie di mollusco gasteropode della famiglia Muricidae.